# San Juan Actún
San Juan Actún es una población del estado de Yucatán, México, localizada en el municipio de Kinchil, ubicada en la parte nor-oeste de dicho estado peninsular. 

## Demografía
Según el censo de 1990 realizado por el INEGI, la población de la localidad era de 0 habitantes.
| 0                           |
| (Fuente: INEGI [Consultar]) |

## Galería

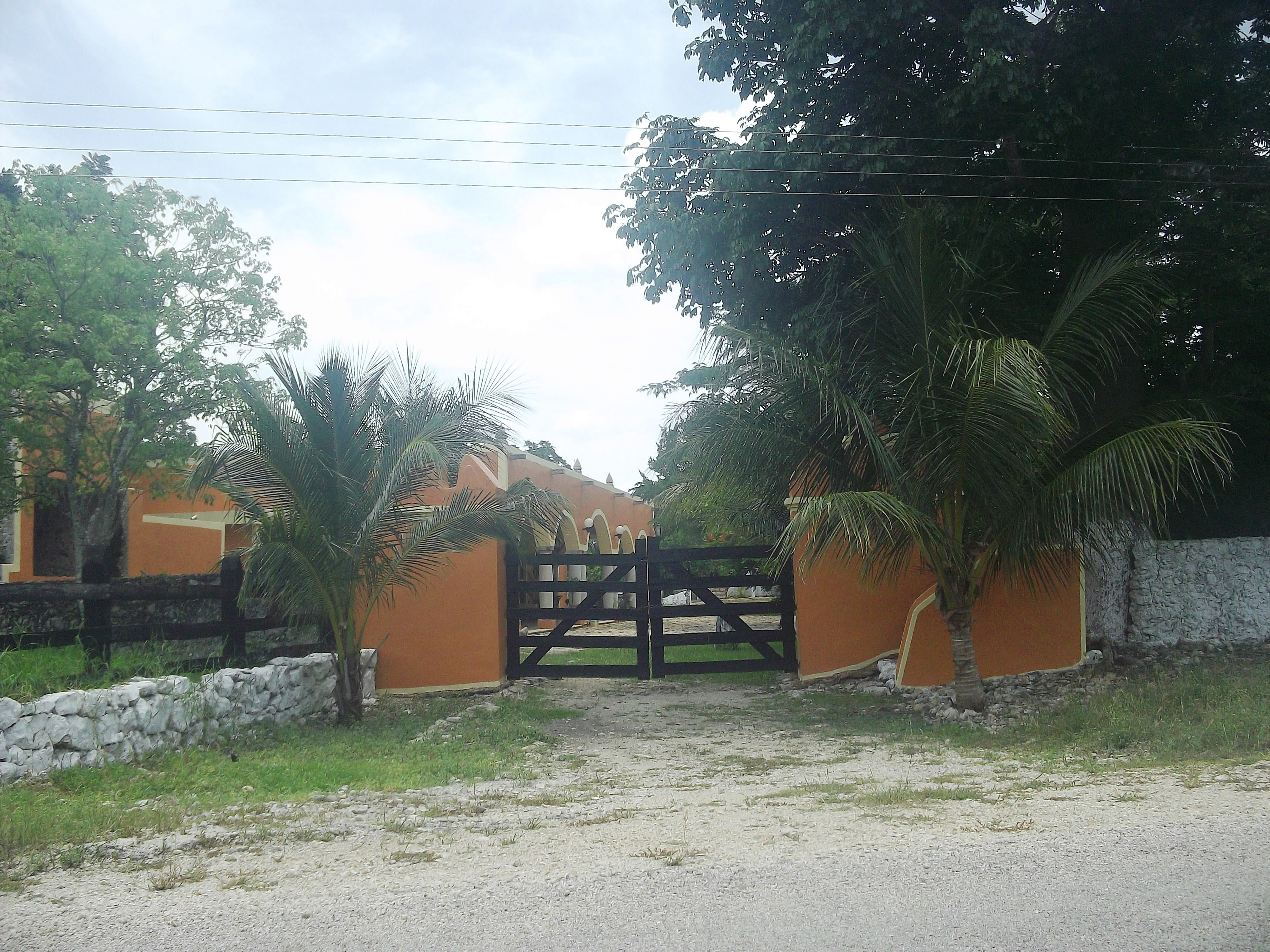
Vista de la hacienda de San Juan Actún.
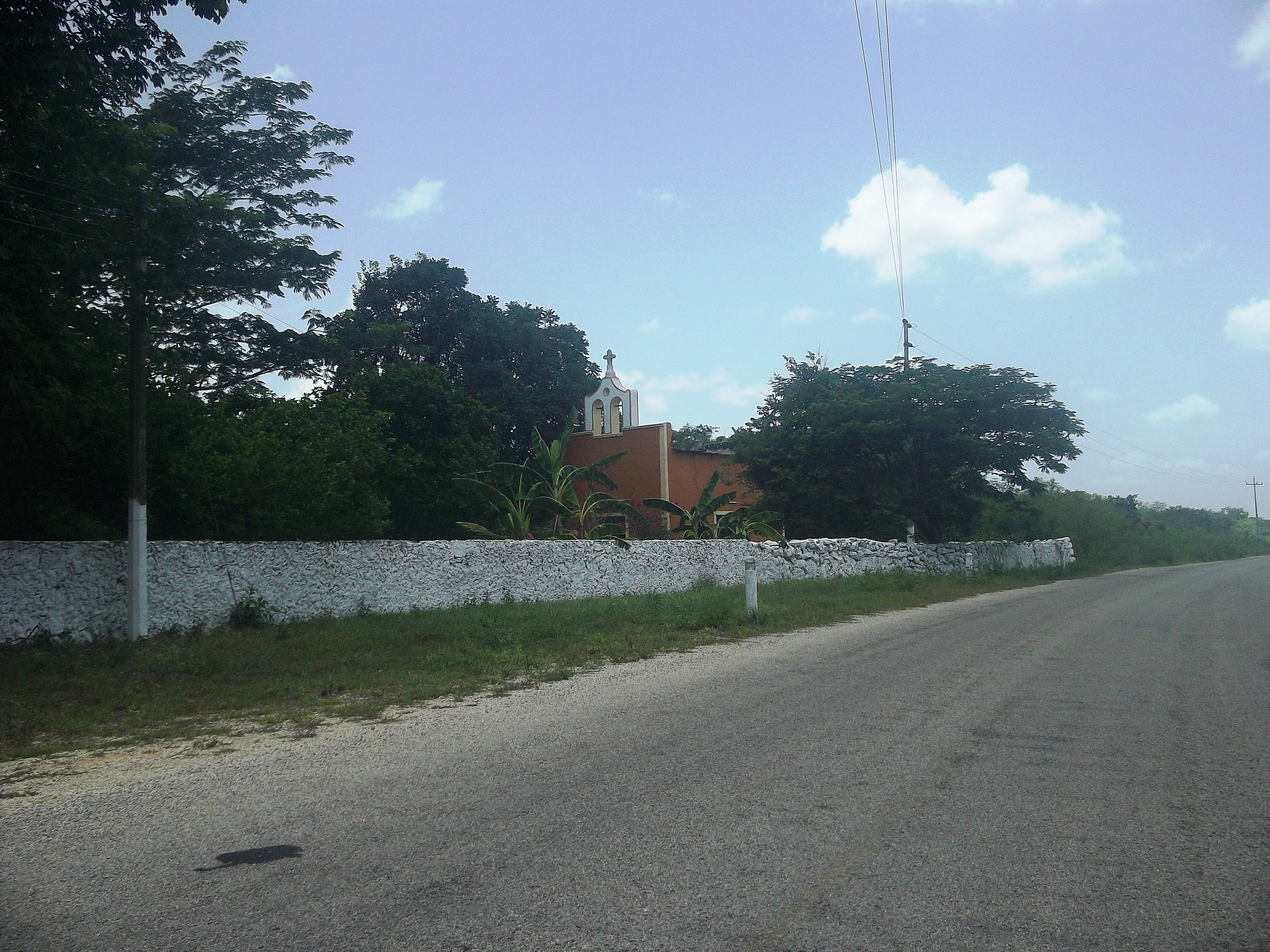
Vista de la hacienda de San Juan Actún.